# Odorrana trankieni
Espèce
Synonymes
- Rana trankieni Orlov, Le & Ho, 2003

Statut de conservation UICN

 DD  : Données insuffisantes
Odorrana trankieni est une espèce d'amphibiens de la famille des Ranidae.

## Répartition
Cette espèce est endémique de la province de Sơn La dans le nord du Viêt Nam,.

## Étymologie
Cette espèce est nommée en l'honneur du zoologiste vietnamien Tran Kien.

## Publication originale
- Orlov, Le & Ho, 2003 : A new species of Cascade Frog from North Vietnam (Ranidae, Anura). Russian Journal of Herpetology, vol. 10, no 2, p. 123-134.